# Canton d'Évrecy
Le canton d'Évrecy est une division administrative française située dans le département du Calvados et la région Normandie. À la suite du redécoupage cantonal de 2014, les limites territoriales du canton sont remaniées. Le nombre de communes du canton passe de 26 à 32.

## Histoire
De 1833 à 1848, les cantons de Villers et d'Évrecy avaient le même conseiller général. Le nombre de conseillers généraux était limité à 30 par département.
Un nouveau découpage territorial du Calvados entre en vigueur en mars 2015, défini par le décret du 17 février 2014, en application des lois du 17 mai 2013 (loi organique 2013-402 et loi 2013-403). Les conseillers départementaux sont, à compter de ces élections, élus au scrutin majoritaire binominal mixte. Les électeurs de chaque canton élisent au Conseil départemental, nouvelle appellation du Conseil général, deux membres de sexe différent, qui se présentent en binôme de candidats. Les conseillers départementaux sont élus pour 6 ans au scrutin binominal majoritaire à deux tours, l'accès au second tour nécessitant 12,5 % des inscrits au 1er tour. En outre la totalité des conseillers départementaux est renouvelée. Ce nouveau mode de scrutin nécessite un redécoupage des cantons dont le nombre est divisé par deux avec arrondi à l'unité impaire supérieure si ce nombre n'est pas entier impair, assorti de conditions de seuils minimaux. Dans le Calvados, le nombre de cantons passe ainsi de 49 à 25.

## Géographie
Ce canton est organisé autour d'Évrecy dans l'arrondissement de Caen. Son altitude varie de 4 m (Feuguerolles-Bully) à 285 m (Saint-Martin-de-Sallen) pour une altitude moyenne de 120 m.

## Représentation

### Conseillers d'arrondissement (de 1833 à 1940)
| Période                                  | Période      | Identité                                                                | Étiquette                   | Qualité |
| ---------------------------------------- | ------------ | ----------------------------------------------------------------------- | --------------------------- | --- |
| 1833                                     | 1845         | Charles-Robert de Saint-Fresne                                          |                             | Médecin à Caen, propriétaire à Maizet                                                                       |
| 1845                                     | 1848         | Robert Le Dart                                                          |                             | Juge de paix                                                                                                |
| 1848                                     | 1861         | Constantin Marcellin Le Bourguignon-Duperré de Feuguerolles (1800-1884) |                             | Avocat à Caen, professeur de droit                                                                          |
| 1861                                     | 1871         | Louis Benoit Bonnefons (1826-1902)                                      |                             | Avocat à la Cour d'Appel de Paris, propriétaire à Évrecy                                                    |
| 1871                                     | 1888         | M. Postel                                                               |                             | Propriétaire à Verson                                                                                       |
| 1888                                     | 1904 (décès) | Charles-Amand Londe                                                     | Républicain ministériel     | Maire de Curcy-sur-Orne                                                                                     |
| 1904                                     | 1907         | Henry Gouget                                                            | Républicain antiministériel | Avocat à Caen, propriétaire à Saint-Martin-de-Sallen                                                        |
| 1907                                     | 1919         | Louis Gouget fils                                                       | Nationaliste                | Propriétaire à Saint-Martin-de-Sallen                                                                       |
| 1919                                     | 1925         | Aimé Jouanne (1870-1954)                                                |                             | Propriétaire, maire de Trois-Monts                                                                          |
| 1925                                     | 1928         | Louis Gosselin (1891-1978)                                              | Union nationale             | Médecin, maire d'Amayé-sur-Orne, propriétaire à Caen                                                        |
| 1928                                     | 1937         | Henri Dagorn                                                            | URD                         | Agriculteur, adjoint au maire de Fontaine-Étoupefour                                                        |
| 1937                                     | 1940         | André Cagniard                                                          | RG                          | Maire de Fontaine-Étoupefour                                                                                |
| 1940                                     |              |                                                                         |                             | Les conseils d'arrondissement ont été suspendus par la loi du 12 octobre 1940 et n'ont jamais été réactivés |
| Les données manquantes sont à compléter. |              |                                                                         |                             | |

### Conseillers généraux de 1833 à 2015
| Période | Période      | Identité                                                  | Étiquette   | Qualité |
| ------- | ------------ | --------------------------------------------------------- | ----------- | --- |
| 1833    | 1848         | Thomas Félix Le Brethon                                   |             | Maire d'Évrecy                                                                                                 |
| 1848    | 1852         | Auguste Alexandre Dupont-Longrais                         |             | Président de la cour d'appel de Caen                                                                           |
| 1852    | 1861         | Thomas Félix Le Brethon                                   |             | Maire d'Évrecy                                                                                                 |
| 1861    | 1870         | Constantin Marcellin Le Bourguignon du Perré Feuguerolles |             | Avocat, professeur de droit, conseiller municipal de Caen, conseiller d'arrondissement                         |
| 1870    | 1886         | Louis Benoît Bonnefons de la Vialle (1826-1902)           | Droite      | Propriétaire, maire d'Évrecy                                                                                   |
| 1886    | 1904         | Henri Busnel                                              | Républicain | Maire de Maltot                                                                                                |
| 1904    | 1916 (décès) | Louis Le Bourguignon du Perré                             | Républicain | Antiquaire et archéologue                                                                                      |
| 1916    | 1919         | Siège vacant                                              |             | |
| 1919    | 1928         | Louis Terrée                                              | RG          | Agriculteur, maire d'Éterville                                                                                 |
| 1928    | 1940         | Louis Gosselin (1891-1978)                                | URD         | Médecin radiologue, maire d'Amayé-sur-Orne, conseiller d'arrondissement nommé conseiller départemental en 1943 |
|         |              |                                                           |             | |
| 1945    | 1951         | Louis Gosselin                                            | DVD         | Médecin, maire d'Amayé-sur-Orne, ancien conseiller d'arrondissement                                            |
| 1951    | 1982         | Charles Vauvrecy (1902-1989)                              | DVD         | Agriculteur, minotier, maire de Maltot                                                                         |
| 1982    | 2015         | Henri Girard                                              | DVD         | Enseignant, maire d'Évrecy (1977-2014), vice-président du conseil général                                      |

Le canton participe à l'élection du député de la sixième circonscription du Calvados.

### Conseillers départementaux à partir de 2015
| Période élective | Période élective | Mandat | Mandat   | Identité        | Nuance | Nuance | Qualité                                                                                          |
| ---------------- | ---------------- | ------ | -------- | --------------- | ------ | ------ | ------------------------------------------------------------------------------------------------ |
| 2015             | 2021             | 2015   | 2021     | Florence Boulay |        | DIV    | Assistante de gestion, adjointe au maire de Garcelles-Secqueville, maire du Castelet depuis 2019 |
| 2015             | 2021             | 2015   | 2021     | Marc Bourbon    |        | PS     | Directeur de la Mutualité française normande, ancien conseiller général du canton de Bourguébus  |
| 2021             | 2028             | 2021   | en cours | Florence Boulay |        | DVC    | Assistante de gestion, maire SE du Castelet, 9e vice-présidente du conseil départemental         |
| 2021             | 2028             | 2021   | en cours | Dominique Rose  |        | DVD    | Officier supérieur de gendarmerie retraité, maire SE de Laize-Clinchamps                         |

### Résultats détaillés

#### Élections de mars 2015
À l'issue du 1er tour des élections départementales de 2015, deux binômes sont en ballottage : Florence Boulay et Marc Bourbon (DVG, 34,57 %) et Gérard Le Barron et Jennifer Letellier (Union de la Droite, 30,96 %). Le taux de participation est de 52,6 % (11 769 votants sur 22 375 inscrits) contre 51,43 % au niveau départemental et 50,17 % au niveau national.
Au second tour, Florence Boulay et Marc Bourbon (DVG) sont élus avec 52,3 % des suffrages exprimés et un taux de participation de 50,03 % (5 233 voix pour 11 198 votants et 22 383 inscrits).

#### Élections de juin 2021
Le second tour des élections est marqué une nouvelle fois par une abstention massive équivalente au premier tour. Les taux de participation sont de 34,3 % au niveau national, 34,65 % dans le département et 35,6 % dans le canton d'Évrecy. Florence Boulay et Dominique Rose (Divers) sont élus avec 54,1 % des suffrages exprimés (4 519 voix pour 8 924 votants et 25 066 inscrits),,. 
Le premier tour des élections départementales de 2021 est marqué par un très faible taux de participation (33,26 % au niveau national). Dans le canton d'Évrecy, ce taux de participation est de 35,7 % (8 945 votants sur 25 056 inscrits) contre 34,31 % au niveau départemental. À l'issue de ce premier tour, deux binômes sont en ballottage : Florence Boulay et Dominique Rose (Divers, 40,77 %) et Marc Bourbon et Véronique Collet (Union à gauche avec des écologistes, 40,11 %).
Le second tour des élections est marqué une nouvelle fois par une abstention massive équivalente au premier tour. Les taux de participation sont de 34,3 % au niveau national, 34,65 % dans le département et 35,6 % dans le canton d'Évrecy. Florence Boulay et Dominique Rose (Divers) sont élus avec 54,1 % des suffrages exprimés (4 519 voix pour 8 924 votants et 25 066 inscrits),,.

## Composition

### Composition antérieure à 2015

Situation du canton dans l'arrondissement de Caen.

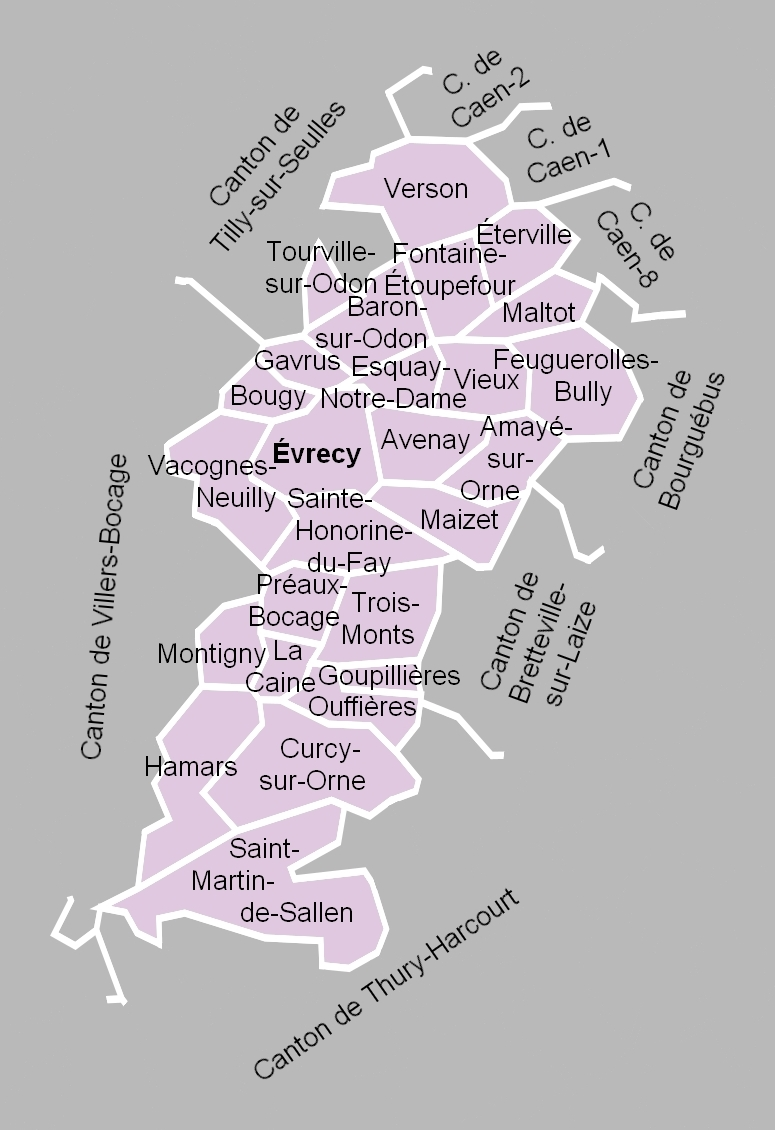
La carte des communes de l'ancien canton. Les cantons limitrophes étaient ceux de Tilly-sur-Seulles, de Caen-2, de Caen-1, de Caen-8, de Bourguébus, de Bretteville-sur-Laize, de Thury-Harcourt et de Villers-Bocage.

Le canton d'Évrecy comptait vingt-six communes.
| Nom                    | Code Insee | Codepostal | Superficie (km2) | Population (dernière pop. légale) | Densité (hab./km2) |
| ---------------------- | ---------- | ---------- | ---------------- | --------------------------------- | ------------------ |
| Évrecy (chef-lieu)     | 14257      | 14210      | 8,31             | 1 824 (2012)                      | 219                |
| Amayé-sur-Orne         | 14006      | 14210      | 5,29             | 1 004 (2012)                      | 190                |
| Avenay                 | 14034      | 14210      | 5,62             | 524 (2012)                        | 93                 |
| Baron-sur-Odon         | 14042      | 14210      | 6,43             | 840 (2012)                        | 131                |
| Bougy                  | 14089      | 14210      | 3,03             | 448 (2012)                        | 148                |
| La Caine               | 14122      | 14210      | 2,41             | 122 (2012)                        | 51                 |
| Curcy-sur-Orne         | 14213      | 14220      | 13,57            | 443 (2010)                        | 33                 |
| Esquay-Notre-Dame      | 14249      | 14210      | 3,02             | 1 433 (2012)                      | 475                |
| Éterville              | 14254      | 14930      | 4,87             | 1 389 (2012)                      | 285                |
| Feuguerolles-Bully     | 14266      | 14320      | 8,18             | 1 392 (2012)                      | 170                |
| Fontaine-Étoupefour    | 14274      | 14790      | 5,08             | 2 080 (2012)                      | 409                |
| Gavrus                 | 14297      | 14210      | 2,71             | 544 (2012)                        | 201                |
| Goupillières           | 14307      | 14210      | 2,27             | 177 (2012)                        | 78                 |
| Hamars                 | 14324      | 14220      | 9,44             | 433 (2010)                        | 46                 |
| Maizet                 | 14393      | 14210      | 5,72             | 321 (2012)                        | 56                 |
| Maltot                 | 14396      | 14930      | 4,24             | 931 (2012)                        | 220                |
| Montigny               | 14446      | 14210      | 3,91             | 96 (2012)                         | 25                 |
| Ouffières              | 14483      | 14220      | 4,21             | 190 (2012)                        | 45                 |
| Préaux-Bocage          | 14519      | 14210      | 4,32             | 115 (2012)                        | 27                 |
| Sainte-Honorine-du-Fay | 14592      | 14210      | 7,56             | 1 314 (2012)                      | 174                |
| Saint-Martin-de-Sallen | 14628      | 14220      | 18,10            | 597 (2010)                        | 33                 |
| Tourville-sur-Odon     | 14707      | 14210      | 1,70             | 1 048 (2012)                      | 616                |
| Trois-Monts            | 14713      | 14210      | 7,04             | 409 (2012)                        | 58                 |
| Vacognes-Neuilly       | 14721      | 14210      | 7,90             | 512 (2012)                        | 65                 |
| Verson                 | 14738      | 14790      | 10,36            | 3 533 (2012)                      | 341                |
| Vieux                  | 14747      | 14930      | 5,50             | 715 (2012)                        | 130                |

À la suite du redécoupage des cantons pour 2015, les communes d'Amayé-sur-Orne, Avenay, Baron-sur-Odon, Bougy, La Caine, Esquay-Notre-Dame, Évrecy, Feuguerolles-Bully, Fontaine-Étoupefour, Gavrus, Maizet, Maltot, Montigny, Préaux-Bocage, Sainte-Honorine-du-Fay, Vacognes-Neuilly et Vieux sont rattachées au nouveau canton d'Évrecy, les communes de Tourville-sur-Odon et Verson à celui de Caen-1, la commune d'Éterville à celui de Caen-5 et les communes de Curcy-sur-Orne, Goupillières, Hamars, Ouffières, Saint-Martin-de-Sallen et Trois-Monts à celui de Thury-Harcourt.

#### Anciennes communes
Le canton comprenait également deux communes associées :
- Bully, associée à Feuguerolles-sur-Orne depuis le 1er janvier 1973. La commune prend alors le nom de Feuguerolles-Bully.
- Neuilly-le-Malherbe, associée à Vacognes depuis le 1er avril 1972. La commune prend alors le nom de Vacognes-Neuilly.

La commune de Fierville-en-Bessin, absorbée en 1827 par Avenay, est la seule commune définitivement supprimée, depuis la création des communes sous la Révolution, incluse dans le canton d'Évrecy.

### Composition à partir de 2015
Le nouveau canton d'Évrecy comprenait trente-deux communes entières à sa création.
À la suite de la fusion, au 1er janvier 2017, de Clinchamps-sur-Orne et de Laize-la-Ville pour former la commune de Laize-Clinchamps, le nombre de communes descend à 31.
À la suite de la fusion, au 1er janvier 2019, de Hubert-Folie, de Rocquancourt et de Tilly-la-Campagne pour former la commune de Castine-en-Plaine et de Garcelles-Secqueville, de Saint-Aignan-de-Cramesnil pour former la commune du Castelet, le nombre de communes descend à 28.
| Nom                            | Code Insee | Intercommunalité                  | Superficie (km2) | Population (dernière pop. légale) | Densité (hab./km2) | Modifier                                    |
| ------------------------------ | ---------- | --------------------------------- | ---------------- | --------------------------------- | ------------------ | ------------------------------------------- |
| Évrecy (bureau centralisateur) | 14257      | CC Vallées de l'Orne et de l'Odon | 8,31             | 2 052 (2022)                      | 247                | modifier les données · modifier les données |
| Amayé-sur-Orne                 | 14006      | CC Vallées de l'Orne et de l'Odon | 5,29             | 1 070 (2022)                      | 202                | modifier les données · modifier les données |
| Avenay                         | 14034      | CC Vallées de l'Orne et de l'Odon | 5,62             | 561 (2022)                        | 100                | modifier les données · modifier les données |
| Baron-sur-Odon                 | 14042      | CC Vallées de l'Orne et de l'Odon | 6,43             | 1 104 (2022)                      | 172                | modifier les données · modifier les données |
| Bougy                          | 14089      | CC Vallées de l'Orne et de l'Odon | 3,03             | 381 (2022)                        | 126                | modifier les données · modifier les données |
| Bourguébus                     | 14092      | CU Caen la Mer                    | 5,52             | 2 561 (2022)                      | 464                | modifier les données · modifier les données |
| La Caine                       | 14122      | CC Vallées de l'Orne et de l'Odon | 2,41             | 160 (2022)                        | 66                 | modifier les données · modifier les données |
| Le Castelet                    | 14554      | CU Caen la Mer                    | 12,55            | 1 829 (2022)                      | 146                | modifier les données · modifier les données |
| Castine-en-Plaine              | 14538      | CU Caen la Mer                    | 8,23             | 1 758 (2022)                      | 214                | modifier les données · modifier les données |
| Esquay-Notre-Dame              | 14249      | CC Vallées de l'Orne et de l'Odon | 3,02             | 1 447 (2022)                      | 479                | modifier les données · modifier les données |
| Feuguerolles-Bully             | 14266      | CC Vallées de l'Orne et de l'Odon | 8,18             | 1 512 (2022)                      | 185                | modifier les données · modifier les données |
| Fontaine-Étoupefour            | 14274      | CC Vallées de l'Orne et de l'Odon | 5,08             | 2 812 (2022)                      | 554                | modifier les données · modifier les données |
| Fontenay-le-Marmion            | 14277      | CC Vallées de l'Orne et de l'Odon | 10,16            | 2 040 (2022)                      | 201                | modifier les données · modifier les données |
| Gavrus                         | 14297      | CC Vallées de l'Orne et de l'Odon | 2,71             | 623 (2022)                        | 230                | modifier les données · modifier les données |
| Grainville-sur-Odon            | 14311      | CC Vallées de l'Orne et de l'Odon | 5,26             | 1 078 (2022)                      | 205                | modifier les données · modifier les données |
| Grentheville                   | 14319      | CU Caen la Mer                    | 4,08             | 1 005 (2022)                      | 246                | modifier les données · modifier les données |
| Laize-Clinchamps               | 14349      | CC Vallées de l'Orne et de l'Odon | 8,13             | 2 150 (2022)                      | 264                | modifier les données · modifier les données |
| Maizet                         | 14393      | CC Vallées de l'Orne et de l'Odon | 5,72             | 364 (2022)                        | 64                 | modifier les données · modifier les données |
| Maltot                         | 14396      | CC Vallées de l'Orne et de l'Odon | 4,24             | 1 044 (2022)                      | 246                | modifier les données · modifier les données |
| Mondrainville                  | 14438      | CC Vallées de l'Orne et de l'Odon | 3,17             | 584 (2022)                        | 184                | modifier les données · modifier les données |
| Montigny                       | 14446      | CC Vallées de l'Orne et de l'Odon | 3,91             | 90 (2022)                         | 23                 | modifier les données · modifier les données |
| Préaux-Bocage                  | 14519      | CC Vallées de l'Orne et de l'Odon | 4,32             | 113 (2022)                        | 26                 | modifier les données · modifier les données |
| Saint-Martin-de-May            | 14408      | CC Vallées de l'Orne et de l'Odon | 14,21            | 4 528 (2022)                      | 319                | modifier les données · modifier les données |
| Sainte-Honorine-du-Fay         | 14592      | CC Vallées de l'Orne et de l'Odon | 7,56             | 1 333 (2022)                      | 176                | modifier les données · modifier les données |
| Soliers                        | 14675      | CU Caen la Mer                    | 5,08             | 2 190 (2022)                      | 431                | modifier les données · modifier les données |
| Vacognes-Neuilly               | 14721      | CC Vallées de l'Orne et de l'Odon | 7,90             | 680 (2022)                        | 86                 | modifier les données · modifier les données |
| Vieux                          | 14747      | CC Vallées de l'Orne et de l'Odon | 5,50             | 710 (2022)                        | 129                | modifier les données · modifier les données |
| Canton d'Évrecy                | 1412       |                                   | 165,62           | 35 779 (2022)                     | 216                | modifier les données                        |

## Démographie

### Démographie avant 2015
| 1962  | 1968  | 1975   | 1982   | 1990   | 1999   | 2006   | 2011   | 2012   |
| ----- | ----- | ------ | ------ | ------ | ------ | ------ | ------ | ------ |
| 8 152 | 8 463 | 10 083 | 13 178 | 16 465 | 17 904 | 20 661 | 22 168 | 22 487 |

### Démographie depuis 2015
En 2022, le canton comptait 35 779 habitants, en évolution de +9,1 % par rapport à 2016 (Calvados : +1,58 %, France hors Mayotte : +2,11 %).
| 2013   | 2018   | 2022   |
| ------ | ------ | ------ |
| 31 243 | 33 654 | 35 779 |